# Сигнал
Сигна́л — зміна фізичної величини (наприклад, температури, тиску повітря, світлового потоку, сили струму тощо), що використовується для передачі даних. Саме завдяки цій зміні сигнал може нести в собі якусь інформацію. Інше визначення: сигнал — фізичний процес, властивості якого визначаються взаємодією між матеріальним об'єктом та засобом його дослідження.
Термін широко використовується у галузях науки й техніки, пов'язаних з обробкою й передаванням інформації, в кібернетиці, електроніці, радіотехніці, техніці зв'язку тощо.

## Класифікація сигналів

Модулювання сигналу. Демонстрація накладення низьких частот на сигнал-носій (високочастотний). Амплітудна (AM) і частотна (FM) модуляції.

За фізичною природою носія інформації:
- механічний сигнал — сигнал у вигляді механічного діяння твердого тіла, у якого дієвою величиною є сила, момент сили або переміщення;
- електричний сигнал — сигнал у вигляді електричного діяння, дієвою величиною якого є сила струму або напруга;
- радіосигнал — сигнал у вигляді діяння електромагнітного випромінювання, дієвою величиною якого є напруженість електричного поля або магнітного поля;
- оптичний сигнал — сигнал у вигляді діяння оптичного випромінювання, дієвою величиною якого є потік випромінювання;
- акустичний сигнал — сигнал у вигляді діяння звуку, дієвою величиною якого є звуковий тиск;
- гідравлічний (пневматичний) сигнал — сигнал у вигляді механічного діяння рідини (газу), дієвою величиною якого є тиск.

За способом задання сигналу:
- регулярні (детерміновані), задані аналітичною функцією;
- нерегулярні (випадкові), які приймають довільні значення в будь-який момент часу. Для опису таких сигналів використовуються засоби теорії ймовірності;

Залежно від функції, що описує параметри сигналу, виділяють аналогові, дискретні, квантовані та цифрові сигнали.:
- неперервні (аналогові), що описуються неперервною функцією;
- дискретні, що описуються функцією відліків, взятих в певні моменти часу;
- квантовані за рівнем;
- дискретні сигнали, квантовані за рівнем (цифрові).

### Аналоговий сигнал (АС)

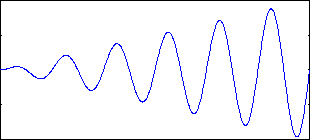
Аналоговий сигнал

Більшість сигналів мають аналогову природу, тобто змінюються безперервно в часі і можуть набувати будь-яких значень на певному інтервалі. Аналогові сигнали описуються деякою математичною функцією часу.
Приклад АС — гармонічний сигнал s(t) = A·cos(ω·t + φ). Для передавання інформації змінюється в часі за законом модулюючого сигналу один або декілька параметрів сигналу s(t). При зміні амплітуди А, кругової частоти ω·t, фази φ, здійснюється відповідно амплітудна, частотна, фазова модуляція.

### Дискретний сигнал

Дискретний сигнал

Дискретизація аналогового сигналу полягає в тому, що сигнал подається у вигляді послідовності значень, взятих в дискретні моменти часу. Ці значення називаються відліками.. Δt називається інтервалом дискретизації.

### Квантований сигнал

Квантований сигнал

При квантуванні вся область значень сигналу розбивається на рівні. Відстань між цими рівнями називається кроком квантування Δ. Число цих рівнів рівне N (від 0 до N-1). Кожному рівню присвоюється деяке число. Відліки сигналу порівнюються з рівнями квантування і як сигнал вибирається число, що відповідає певному рівню квантування.

### Цифровий сигнал

Цифровий сигнал

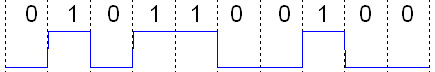
Двійковий цифровий сигнал

Для того щоб представити аналоговий сигнал послідовністю чисел скінченної розрядності, його потрібно спочатку перетворити в дискретний сигнал, а потім квантувати. В результаті сигнал буде представлений таким чином, що на кожному заданому часовому проміжку відоме приблизне (квантоване) значення сигналу, яке можна записати цілим числом. Якщо записати ці цілі числа у двійковій системі, отримається послідовність нулів і одиниць, яка і буде цифровим сигналом.

## Модуляція сигналу
Модуляція (лат. modulatio — розміреність, ритмічність) — процес зміни одного або декількох параметрів високочастотного носійного коливання за законом низькочастотного інформаційного сигналу (повідомлення).
Модуляція сигналу використовується для збільшення відстані передавання сигналу різними засобами передавання, підвищення завадозахищеності сигналу, нарощування пропускної спроможності каналів зв'язку тощо.

## Види сигналів
- Аналоговий сигнал — сигнал, інформаційний параметр якого змінюється безперервно.
- Анізохронний сигнал — сигнал, у якого інтервали часу між сусідніми значущими моментами не обов'язково рівні чи кратні одиничному інтервалу.
- Вхідний сигнал — сигнал, що надходить на вхід системи, пристрою чи елемента.
- Двійковий сигнал — сигнал, параметри якого можуть приймати тільки одне з двох можливих значень.
- Дискретний сигнал — сигнал, інформативний параметр якого може змінюватися тільки переривчасто та мати тільки скінченну кількість значень у заданому діапазоні протягом певного інтервалу часу.
- Ізохронний сигнал — сигнал, у якого інтервали часу між сусідніми значущими моментами рівні чи кратні одиничному інтервалу.
- Кодовий сигнал — дискретний сигнал, інформативний параметр якого визначений в умовних символах відповідно до певного коду.
- Модульований сигнал — сигнал, що є результатом взаємодії двох або більше сигналів, які модулюються та модулюють.
- Модулювальний сигнал — сигнал, що використовується для зміни якого-небудь параметра сигналу, що модулюється, в залежності від виду модуляції.
- Приведений сигнал — сигнал, перетворений в один із стандартизованих видів.
- Сигнал керування — сигнал, передбачений для впливу на об'єкт керування з метою виконання вказівки, яка є в команді.
  - Сигнали регулювальника (дорожній рух) — положення його корпуса, а також жести руками, в тому числі з жезлом або диском з червоним світлоповертачем.
- Сигнал лиха — сигнал або комбінація сигналів, які вказують, що передавач (судно, літак, особа, група осіб) терпить лихо і потребує допомоги.
- Сигнал синхронізації — періодичний сигнал для тимчасового узгодження всіх синхронних операцій.
- Сигнал стимуляції — сигнал, який подають на вхід об'єкта з метою отримання інформації про його технічний стан.
- Цифровий сигнал — дискретний сигнал з певним значенням інформативного параметра, яке визначається у цифровій формі.
- Сигнал розузгодження (Δ(y)) — векторна різниця між поточним значенням параметра і заданим. Цей сигнал звичайно надходить на вхід регулювального пристрою (у САР).